# Kalivare
Kalivare – wieś położona w północnej części Albanii w gminie Gjegjan. Wieś znajduje się 73 kilometrów od stolicy państwa, Tirany.

## Demografia
Według spisu ludności z 1989 roku we wsi Kalivare mieszkało 327 mieszkańców.